# Мізмар (інструмент)
Мізмар (араб. مزمار‎; множина — мазамір مَزَامِير) — це загальна назва для духових інструментів з одинарною або подвійною тростиною в арабській музиці. В Єгипті термін мізмар зазвичай позначає конічну шоломію, яка відома як зурна у Туреччині та Вірменії.
Традиційно мізмар виготовляється з цільного шматка дерева, як-от абрикос чи слива. Сучасні варіанти іноді виготовляють із металу для підвищеної міцності. Конічний корпус довжиною 30–40 см звужується від основи до верхівки й має сім отворів для пальців і один отвір для великого пальця, що забезпечує контроль висоти звуку.
Подвійна тростина, виготовлена з пустельної рослини під назвою хаґна (Hagna), приєднується до інструмента через бокаль — невелику металеву або дерев'яну трубку, яка регулює подачу повітря. Завдяки конструкції інструмент має яскравий, пронизливий звук, ідеально придатний для виконання на відкритому повітрі, зокрема на весіллях і святах.
Термін мізмар також може означати ансамбль музикантів — зазвичай дует або тріо, що грають на мізмарі у супроводі одного або двох двобічних басових барабанів, відомих арабською як табль баладі або просто табль.
У Єгипті мізмар часто використовують під час весіль або як супровід для танцівниць живота. На традиційних єгипетських весіллях мізмар баладі грає у супроводі танцівниці, яка зустрічає молодят.
У країнах Аравійського півострова, а також в Іраку, Йорданії, Лівані, Палестинських територіях та Сирії, мізмар зазнав впливу анатолійської та вірменської зурни — вищого за тоном варіанта інструмента. У цих регіонах він також може називатися замр (زمر), замур або зберігати назву мізмар. або замур, а також мізмар.
В Алжирі подібний інструмент називається гайта або райта (غيطة). Разом із танцем живота мізмар часто супроводжує дабке — народний танець у формі лінії, популярний у Йорданії, Лівані, Сирії, Палестині та Іраку.